# Falzia fina

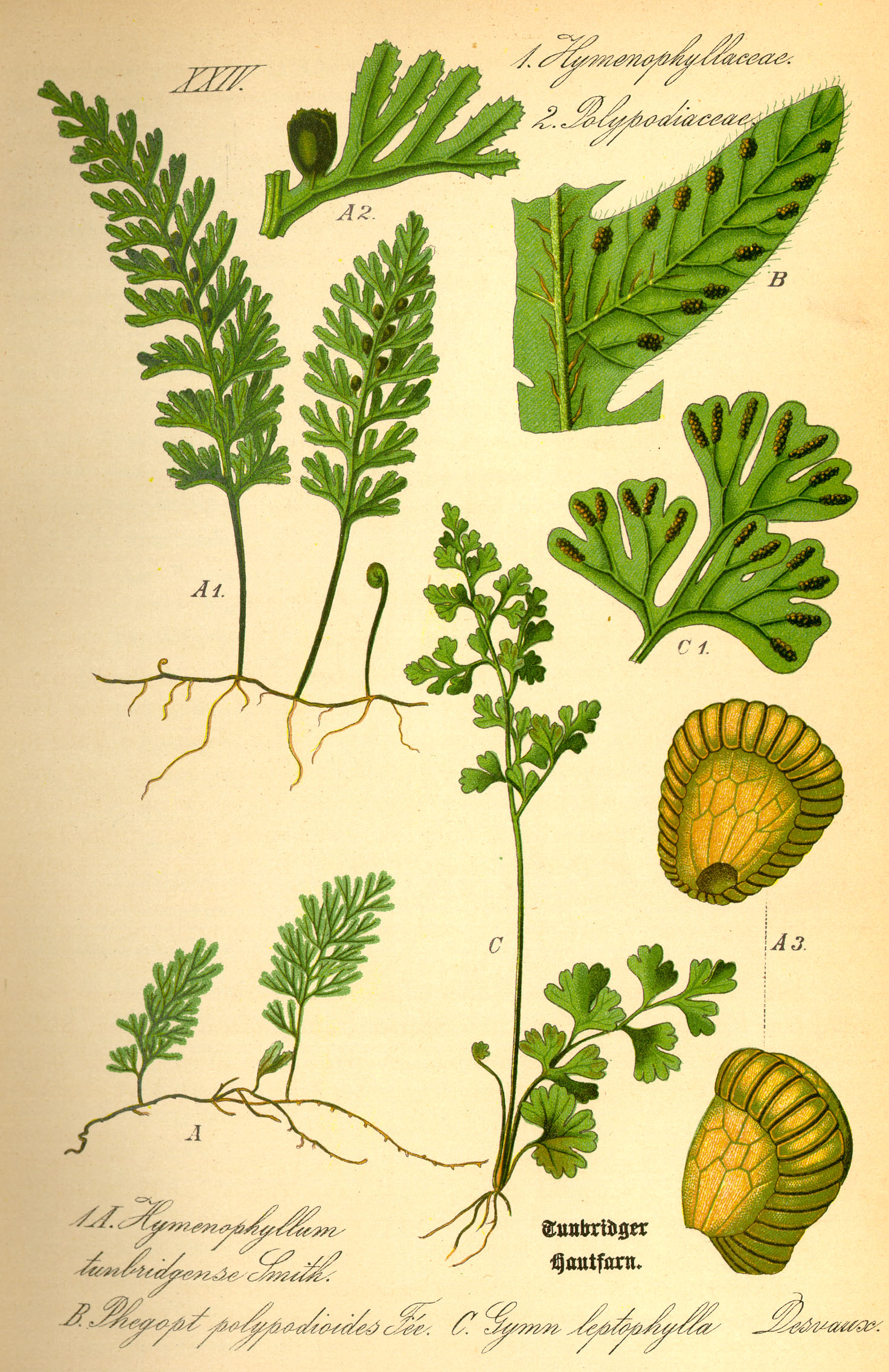
Il·lustració científica d'Anogramma leptophylla

La falzia fina (Anogramma leptophylla) és una espècie de falguera de la família de les pteridàcies. Present als Països Catalans.
Addicionalment pot rebre el nom de polipodi tenuïfoli. També s'ha recollit la variant lingüística polipodi tènvifoli.

## Descripció
Falguera delicada i d'esporòfit anual, rizoma petit, cobert de pàlees brunenques. Frondes d'uns 5-20 cm de longitud, heteroformes, nervació lliure, tènues, pubescents però que esdevenen glabres amb el temps. Certes frondes són curtes, breument peciolades i un cop pinnatisectes mentre que les altres són més grans amb el pecíol igual de llarg que el limbe i 2 o 3 cops pinnatisectes. Les frondes fèrtils acostumen a ser les frondes grans, situades a l'interior mentre que les frondes exteriors són estèrils i més menudes (3-7 cm.). Els segments del limbe són ovato-cuneïformes, lobulats o dentats. Esporangis en diferents files en nervis secundaris. Protal·lus perenne, amb producció de tubercles.

## Distribució i hàbitat
És una espècie subcosmopolita apareix a bona part d'Europa i Àfrica així com bona part d'Amèrica Central i Sud i Australàsia. El seu hàbitat són roques o talussos ombrejats i humits sobre substrat silícic o descarbonatat entre els 0 i 800 m. en climes de tendència mediterrània o oceànica. Present a bona part de la península, sobretot al sector occidental. A Catalunya no és abundant i se'n pot trobar al Vallespir, Baix i Alt Empordà, la Garrotxa, la Selva, al Vallès, Montseny, Maresme, Baix Llobregat, Anoia i al Baix Camp. A les illes Balears hi és present a totes les illes majors, de forma més comuna.

## Etimologia
- Anogramma: nom genèric que al·ludeix a la disposició en línia dels sorus a l'extrem dels nervis.[5]
- leptophylla: epítet que deriva del grec leptos, que significa fràgil i phyllos, que significa fulla, fa referència a la fragilitat de les frondes.[6]